# Musée du chemin de fer d'Athènes

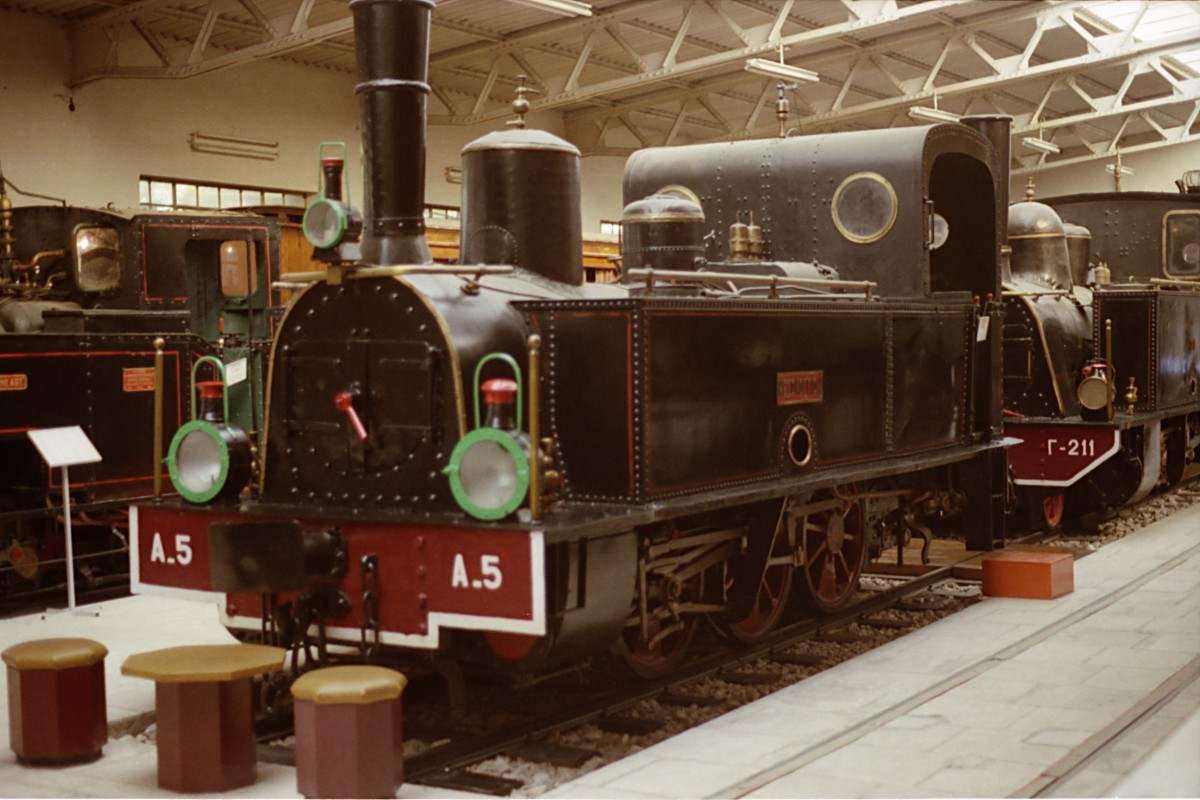
Locomotive 030T Couillet A-5.

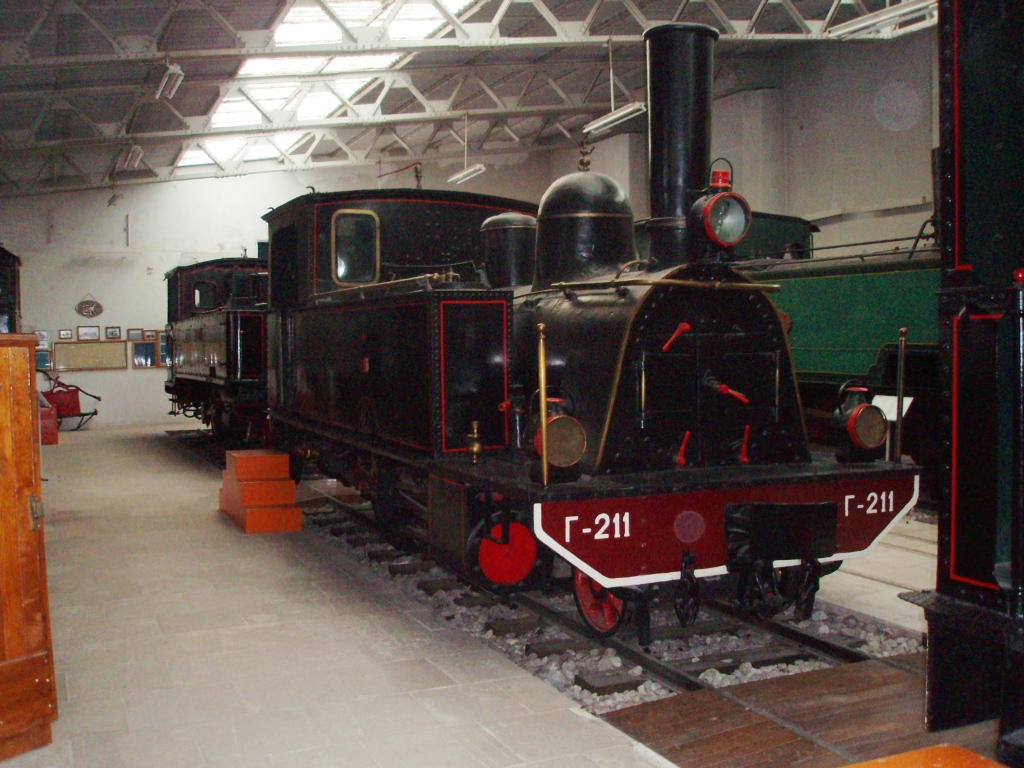
Locomotive 130T Couillet 2-6-0T Γ-211.

Le musée du chemin de fer d'Athènes (en grec moderne : Σιδηροδρομικό Μουσείο), en Grèce, est un musée des techniques situé Odos Siokou 4 à côté de la ligne de chemin de fer d'Athènes à Inoi. Il a été fondé par l'Organismós Sidirodrómon Elládos (OSE) en 1979. Les collections du musée, exposées dans cinq salles sont composées de nombreuses pièces liées à l'histoire du chemin de fer en Grèce. Depuis 2019, le musée est fermé au public, le bâtiment principal ayant été démoli pour permettre l'agrandissement des voies qui le bordaient.

## Histoire
Le musée est créé par l'OSE en 1979 par la transformation d'un ancien petit dépôt ferroviaire. Comme il n'existait pas à l'époque d'autre musée des chemins de fer en Grèce, des anciens tramways et d'anciennes rames du métro d'Athènes y sont exposées.

## Principales pièces exposées
Le musée a une surface très limitée. Le matériel roulant, principalement à voie métrique, est exposé dans le Hall B. Les principaux matériels roulants exposés sont,, :

### Hall B
- Locomotive à vapeur à voie métrique 040T Krauss n°4, Tiryns (1884).
- Locomotive à vapeur à voie métrique 030T Couillet n°A-5, Messolongion, des anciens chemins de fer de la Grèce du Nord-Est (1888).
- Locomotive à vapeur à voie métrique 130T Couillet n°Γ-211 (1890).
- Locomotive à vapeur à voie métrique 130T  Société alsacienne de constructions mécaniques à Grafenstaden n°Z-7505 de la SPAP (1890).
- Locomotive à vapeur à crémaillère à voie de 750 millimètres 031RT Cail n°4 du chemin de fer de Diakofto à Kalavrita (1899) avec la voiture de 3e classe n°ΔΚ-111.
- Locomotive à vapeur à voie métrique 120 Henschel & Sohn, Cassel, S/N 11135, n°Β 151 (1912).
- Locomotive à vapeur à voie normale Batignolles n°Εα 204 (1903), convertie en chasse-neige.
- Voiture salon royale à voie normale du chemin de fer d'Athènes au Pirée. Construite dans les ateliers du Pirée du chemin de fer d'Athènes au Pirée (ancêtre du Chemin de fer électrique d'Athènes au Pirée) comme cadeau au roi Georges Ier pour ses 25 ans de règne. Elle a été exposée pour la première fois à l'exposition internationale Olympia d'Athènes en 1888[4].
- Voiture ouverte à voie normale, cadeau des Chemins de fer orientaux au Sultan de l'Empire Ottoman Abdülhamid II.
- Tramway à voie normale MAN/EIS n°63 de l'ancien tramway portuaire du Pirée (1935) des Chemins de fer électriques Helléniques S.A. (EIS).

### Couloir
Trois locomotives des mines de chrome d'Érétrie :
- Locomotive à vapeur industrielle à voie de 60 centimètres 020T Jung (1927).
- Locomotive à vapeur industrielle à voie de 60 centimètres 020T Orenstein & Koppel (1904).
- Locomotive diesel  industrielle à voie de 60 centimètres Klöckner-Humboldt-Deutz AG (1957).

### Jardin

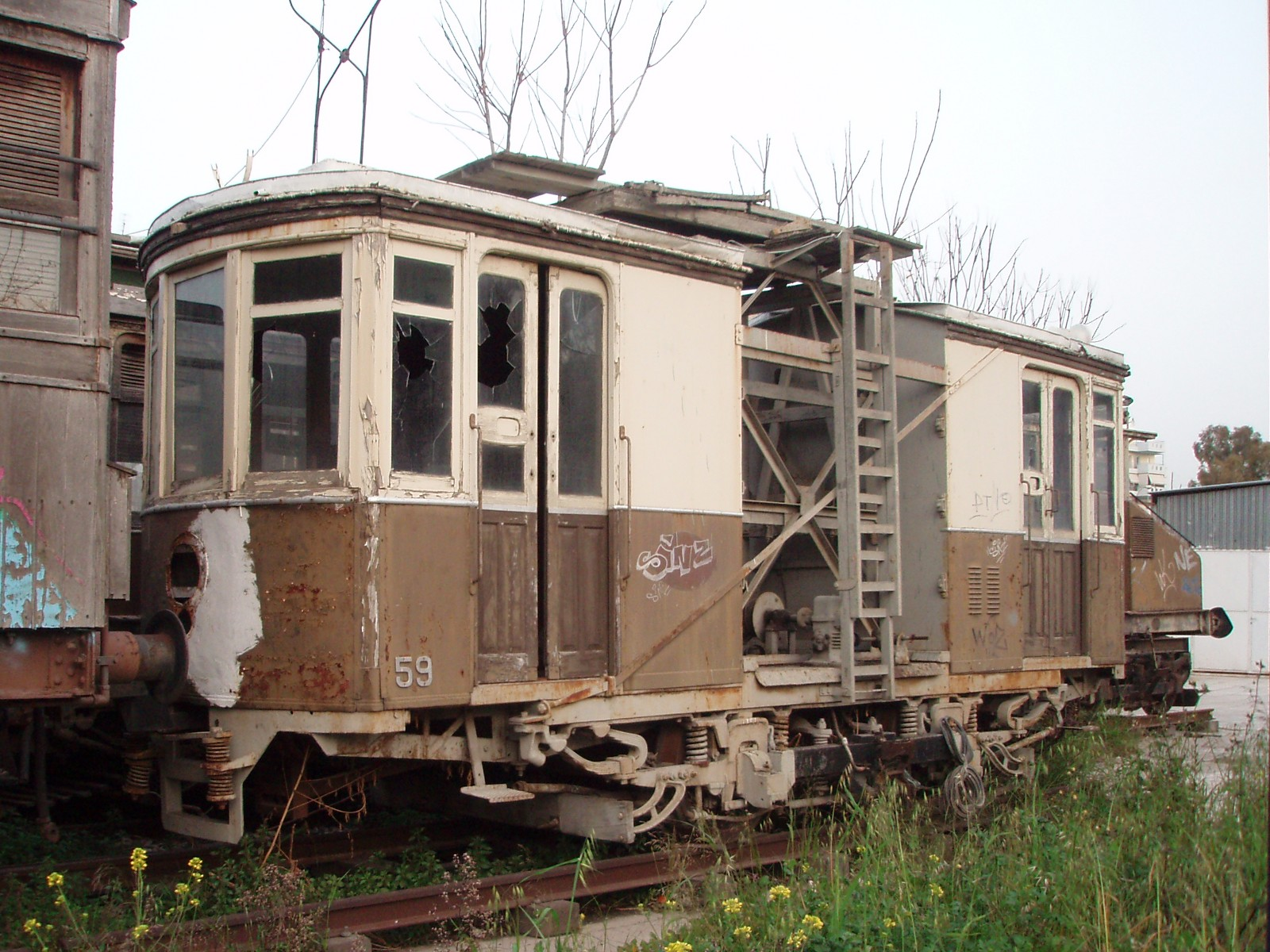
Véhicule d'entretien de la ligne aérienne du tram portuaire du Pirée

Les véhicules suivant, à voie normale et venant de l'EIS/ISAP sont en mauvais état et stockés à l'air libre en attente de restauration: 
- Tramway EIS 54 du tramway portuaire du Pirée.
- Véhicule d'entretien de la ligne aérienne  EIS 59 du tramway portuaire du Pirée.
- Locomotive électrique EIS 31 Goossens.
- Automotrice articulée prototype de première génération EIS 501A.
- Automotrice du chemin de fer secondaire du Pirée à Pérama.